# Prostitución en Calcuta
La prostitución en la India es legal, pero son ilegales una serie de actividades relacionadas con ella, como el proxenetismo, el rastreo de bordillos, la propiedad o la gestión de un burdel, la prostitución en un hotel, la prostitución infantil y el proxenetismo.
La ciudad india de Calcuta adopta diversas formas y su industria del sexo es una de las mayores de Asia. La prostitución puede ejercerse en prostíbulos o fuera de ellos, como en el caso de las prostitutas. Se considera que India tiene uno de los mayores comercios sexuales del mundo. Calcuta tiene muchos barrios rojos, de los cuales Sonagachi es el mayor de Asia, con más de 50 000 trabajadoras sexuales.

## Población de prostitutas
Se desconoce el número total de prostitutas en Calcuta, si bien algunas estimaciones afirman que puede haber más de 60 000 mujeres y niñas prostituidas en burdeles.
La población de prostitutas de Sonagachi está formada principalmente por mujeres nepalesas, bangladesíes e indias traficadas desde el noreste y los estados vecinos, muchas de ellas llevadas a la zona por sus novios o familiares. Algunas fuentes calculan que hay 30 000 mujeres de Bangladés en los burdeles de Calcuta.
Según algunas fuentes, la forma más común de trata consiste en ofrecer falsas promesas o alguna oferta de ayuda para salir de una situación sin salida o de crisis, fuerza que se utiliza más tarde, cuando las prostitutas ya han sido vendidas. «Los mashis (propietarios de burdeles o trabajadoras sexuales de más edad) utilizan la amistad, la simpatía, también las amenazas veladas para convencer a las mujeres de que ahora les conviene conformarse y empezar a trabajar».

## Historia
A mediados del año 1880, un escritor anónimo (অজ্ঞাতনামা) imprimió una novela corta de farsa llamada Beshyaleela (বেশ্যালীলা). No es un libro muy conocido ni muy discutido hasta ahora. En este drama, se puede encontrar una buena descripción de las actitudes negativas mostradas por la entonces existente clase Babu Bengalí educada del siglo XIX hacia las prostitutas y la prostitución. Desde la primera mitad del siglo XIX, centrada en Sonagachi, se formó una enorme zona de prostitución organizada que rodeaba Cornwallis Street, al este, y Chitpur, al oeste. 
Aunque muchas zonas de Calcuta también estaban habitadas por prostitutas fuera de esas áreas. En el sur estaban las zonas portuarias de Kalighat a Khidirpur, en el centro de Calcuta estaba Kalinga-Fenwick Bazar, en el extremo sur en la zona de Kareya muchas chicas de diferentes clases sociales de comunidades hindúes-musulmanas-cristianas se dedicaban a esta profesión. Además, no había una «marca» o «línea divisoria» clara entre las «zonas de caballeros» y las «zonas de prostitutas». 
Muchas zonas tenían población dispersa o mezclada de esos dos tipos. Más bien, muchas zonas podían calificarse de «semicaballeras», en las que convivían familias de caballeros normales y diversos tipos de prostitutas. A partir de mediados del siglo XIX, la administración colonial británica, los misioneros cristianos y los caballeros indios «victorianos» nativos con conocimientos de inglés iniciaron una campaña contra las prostitutas. Era parte de su proyecto de «saneamiento» social para crear la llamada gentle-society. Bajo el liderazgo de Kaliprasanna Singha, el «Vidyotsahini Sabha» (বিদ্যোৎসাহিনী সভা) presentó una petición masiva en el Consejo Legislativo de la India.

## Barrios rojos

### Bowbazar
Bowbazar tiene un barrio rojo en el que trabajan unas 15 000 prostitutas. Las zonas circundantes están habitadas por chabolistas, camioneros y trabajadores inmigrantes. La zona adyacente de Tiretta Bazar es principalmente un punto de carga y descarga con oficinas o almacenes de un gran número de empresas de transporte. La zona es muy insalubre.

### Garia
En Garia hay un pequeño barrio rojo. Se ha proyectado construir en la zona un hogar para trabajadoras del sexo jubiladas.

### Kalighat
En el sur de Calcuta hay un barrio rojo en el vecindario de Kalighat. Situado a orillas del canal Adi Ganga, se calcula que viven y trabajan allí entre 1 000 y 1 500 prostitutas. Calcuta se ha convertido en un centro de tráfico de chicas, que suelen llegar de Nepal, Bangladés, Assam y Birmania. Desde Calcuta suelen ser vendidas de nuevo a burdeles de Bombay o Chennai (Madrás). Algunas van a parar a Oriente Próximo, África y Europa. Muchas de las mujeres de Sonnagachi fueron sacadas a la fuerza de sus casas; algunas fueron engañadas y otras vendidas a la prostitución por sus amigos y familiares; la mayoría son analfabetas.

### Kidderpore
Es el tercero barrio rojo más grande de Calcuta. La ONG Apne Aap tiene un centro de apoyo en la zona y ha rodado dos películas sobre la vida en él: Kali y Shaadi Ka Shart Shauchalaya.

### Lebu Bagan
En el norte de Calcuta hay un pequeño y poco conocido barrio rojo llamado Lebu Bagan. Allí trabajan unas 100 prostitutas en cuatro calles.

### Sonagachi
Es el barrio rojo más grande de Calcuta, así como el mayor de la India. La zona se conoce como Sona Gachi por el santo sufí Sona Ghazi, cuya tumba (mazaar) se encuentra en la localidad. Es una zona con varios cientos de burdeles de varios pisos y unas 10 000 trabajadoras del sexo. Sonagachi se encuentra en el norte de Calcuta, cerca de la intersección de la avenida Chittaranjan, Sova Bazar y la calle Beadon, justo al norte del Palacio de Mármol. La población de prostitutas está formada en su mayoría por mujeres de regiones pobres de estados vecinos y regiones fronterizas. Antes había muchas prostitutas locales en Sonagachi. Pero ahora las prostitutas rayastani, bihari, odia y khamia-nepalesa han aumentado en número. 
Según la división de clases, las zonas rojas de Calcuta también se dividen en cuatro clases diferentes: clase pobre, clase baja, clase media y clase rica. Por ejemplo, la zona roja que antes existía frente al ángulo diagonal del Khanna Cinema Hall era de «clase pobre». El Tribunal Supremo ordenó a la policía que tratara con dignidad a las trabajadoras del sexo de Sonagachi.
Varias organizaciones no gubernamentales y gubernamentales operan aquí para la prevención de enfermedades de transmisión sexual (ETS), incluido el sida. El proyecto Sonagachi es una cooperativa de prostitutas que opera en la zona y capacita a las trabajadoras del sexo para insistir en el uso del preservativo; se calcula que un porcentaje relativamente bajo de prostitutas de este distrito (el 5,17 % de las 13 000 prostitutas de Sonagachi) son seropositivas. Sin embargo, estos esfuerzos se ven obstaculizados por la trata de seres humanos: los clientes se niegan a llevar preservativo y las mujeres controladas por terceros se ven obligadas a obligarse.
Según algunas fuentes, a las prostitutas de Sonagachi que dan positivo en las pruebas del VIH no se les comunican los resultados, y viven con la enfermedad sin saberlo «porque al DMSC le preocupa que las mujeres seropositivas sean condenadas al ostracismo». Algunas prostitutas de Sonagachi han declarado que «los clientes, al menos tres cuartas partes de ellos» se niegan a usar preservativo y «si les obligamos a usar el preservativo, se irán a la puerta de al lado. Hay muchas mujeres trabajando aquí y, al final, todas están dispuestas a trabajar sin protección por miedo a perder el negocio».

### Tollygunge
La zona de Tollygunge es un pequeño barrio rojo ubicado al sur de Calcuta, en la zona que rodea la carretera del príncipe Anwar Shah, nombre que coge de uno de los hijos del sultán Fateh Ali Tipu.

## Prostitución callejera
Las prostitutas callejeras ejercen en Esplanade Crossing, frente al cine Metro y en la calle entre Elite Cinema Hall y Regal Cinema Hall, Jagat Cinema cerca de la estación de Sealdah y bajo su paso elevado, y otro lugar es el paso elevado de Ultadanga y el puente peatonal del ferrocarril, en Kalighat y Garia. También opera aquí un servicio muy reducido de acompañantes de alto nivel, en su mayoría estudiantes universitarias o amas de casa o ejecutivas. Suelen utilizar hoteles reservados por el cliente o el piso de su proxeneta.
Los hombres que ejercen la prostitución suelen recoger clientes en el Maidan, sobre todo frente al Victoria Memorial de la ciudad.

## Chica de compañía
Las prostitutas operan de forma independiente y a través de proxenetas o agencias de acompañantes. La prostitución se ejerce desde muchos salones de belleza y de masajes de la ciudad. Los proxenetas (comúnmente llamados agentes) de clubes nocturnos, pubs, hoteles de estrellas y camareros de piso que actúan como agentes suelen llevar catálogos con fotos de las prostitutas. Las chicas operan en lugares como pisos, hoteles, etc. Generalmente, las prostitutas van a las habitaciones de los hoteles de estrellas. Sin embargo, cuando el cliente no puede proporcionar un lugar de conveniencia, los agentes proporcionan uno y el lugar generalmente se decide antes.
Las chicas de compañía en Calcuta pueden proceder de familias de clase media, media alta y alta. Pueden ser ejecutivas, amas de casa, estudiantes universitarias o actrices.
La policía de Calcuta tiene contactos con muchas prostitutas que trabajan como informadoras. A muchos delincuentes les gusta pasar tiempo con las chicas. De ahí que la policía utilice a algunas prostitutas para obtener información sobre presuntos delincuentes.
El Comité Durbar Mahila Samanwaya (DMSC), que gestiona el proyecto de Sonagachi y otros similares en Bengala Occidental, aboga por el reconocimiento de los derechos de las trabajadoras del sexo y su plena legalización. El DMSC organizó la primera convención nacional de trabajadoras del sexo de la India el 14 de noviembre de 1997, en Calcuta, bajo el lema «El trabajo sexual es un trabajo real: Exigimos derechos para los trabajadores».

## En la cultura popular
Los Niños del Barrio Rojo, un documental estadounidense de 2004 sobre los hijos de las prostitutas de Sonagachi, ganó el Oscar al Mejor largometraje documental en 2005.
El documental Tales of The Night Fairies, de la profesora Shohini Ghosh y la doctora Sabeena Ghadioke, del principal instituto de medios de comunicación de Asia, AJK, Mass Communication Research Centre, trata sobre la zona de Sonagachi. Ha ganado el Premio Jeevika al Mejor documental sobre medios de vida en la India.
La película Mahanadhi, del actor Kamal Haasan, tiene un argumento basado en Sonagachi. La película ganó tres premios en la 41.ª edición de los National Film Awards. Recibió el Premio Nacional de Cine al Mejor Largometraje en tamil y H. Sridhar y K. M. Surya Narayan recibieron el Premio Nacional de Cine a la Mejor Audiografía. También ganó el Premio Especial de Cine del Estado de Tamil Nadu a la Mejor Película.
La película malabar Calcutta News cuenta la historia de unas mujeres que son víctimas de la trata y obligadas a prostituirse en Sonagachi.